# Anthurium pellucidopunctatum
Anthurium pellucidopunctatum är en kallaväxtart som beskrevs av Luis Aloysius, Luigi Sodiro. Anthurium pellucidopunctatum ingår i släktet Anthurium och familjen kallaväxter. Inga underarter finns listade.